# Grantchester Meadows
„Grantchester Meadows“ je skladba z alba Ummagumma od anglické rockové skupiny Pink Floyd z roku 1969. Skladbu napsal Roger Waters, který v ní netradičně nehraje na baskytaru, ale na klasickou kytaru.

## Sestava
- Roger Waters - klasická kytara, zpěv, efekty